# Roger Lutz
Roger Lutz (ur. 15 lipca 1964 w Linden) – niemiecki piłkarz występujący na pozycji obrońcy. Trener piłkarski.

## Kariera
Lutz treningi rozpoczynał w amatorskim SV Linden 07. Później był zawodnikiem innej amatorskiej drużyny, FK Clausen, w której grał do ukończenia 24 roku życia. Wówczas, w 1988 roku przeszedł do 1. FC Kaiserslautern z Bundesligi. W tych rozgrywkach zadebiutował 3 czerwca 1989 roku w zremisowanym 1:1 pojedynku z Hamburgerem SV. W 1990 roku z klubem Puchar RFN. 14 września 1990 roku w wygranym 3:1 spotkaniu z 1. FC Nürnberg zdobył pierwszą bramkę w Bundeslidze. W tamtym meczu strzelił także gola samobójczego. W 1991 roku zdobył z zespołem mistrzostwo Niemiec. W 1994 roku wywalczył z nim wicemistrzostwo Niemiec. W 1996 roku ponownie wygrał z Kaiserslautern rozgrywki Pucharu Niemiec. W tym samym roku spadł z nim do 2. Bundesligi. W 1997 roku powrócił z zespołem do Bundesligi. W 1998 roku zdobył z nim mistrzostwo Niemiec. W barwach Kaiserslautern Lutz zagrał łącznie 104 razy i zdobył 1 bramkę. W 2000 roku odszedł do luksemburskiego F91 Dudelange. Spędził tam 3 lata. W tym czasie wywalczył z tym klubem dwa mistrzostwa Luksemburga i wicemistrzostwo Luksemburga. W 2003 roku zakończył karierę.